# 台中線
台中線（たいちゅうせん）は、台湾苗栗県竹南鎮の竹南駅から台中駅を経て彰化県彰化市の彰化駅に至る台湾鉄路公司の鉄道路線。台湾鉄路公司西部幹線の一部をなす。通称は山線。実際の運行形態は、縦貫線を参照。

## 歴史
「縦貫線 (台湾鉄路管理局)#歴史」も参照
台中線は基隆駅 - 高雄駅間を結ぶ縦貫線の一部として建設された路線で、縦貫線の竹南駅 - 彰化駅間に相当する。
縦貫線は台湾を代表する幹線であったが、苗栗駅 - 豊原駅間の急勾配区間が輸送上のネックとなっていた。そこで、海沿いの平坦部に新線を建設し、内陸部を走る従来の路線と新線に列車を分散させて輸送力の増強を図ることになった。1922年、竹南駅 - 彰化駅間を海沿いに走る海岸線が開通する。これ以降、海岸線の通称「海線」に対して内陸部を抜ける従来のルートは通称「山線」と呼ばれることとなった。
戦前は海岸線が縦貫線のメインルートとして扱われ、急行列車を含めた長距離列車が海岸線経由で運行される一方、台中線を経由するのは比較的短距離を運行する列車であった。しかし、山線の路線改良（「旧山線」も参照）や電化が進められた現在では台中線が縦貫線のメインルートとしての扱いを受けており、対号列車の多くが台中線を経由して運行されている。
21世紀以降は台鉄捷運化政策に伴い市街地の立体化が計画され、2016年に台中市内が高架化されたほか、終着の彰化市内でも高架化事業計画が進行している。

### 年表
- 1903年（明治36年）5月25日 - 中港（現・竹南） - 苗栗間が開通[2]。
- 1908年（明治41年）4月20日 - 縦貫線竹南駅 - 彰化駅間（台中駅経由、現在の台中線に相当する区間）が全通。同時に縦貫線も全線が完成する[2]。
- 1922年（大正11年）10月11日 - 海岸線（竹南駅 - 彰化駅間、大甲駅経由）全通[3]。海岸線の完成に伴い、台中駅経由のルートは「山線」と通称されるようになる。
- 1935年（昭和10年）4月21日 - 新竹・台中地震で甚大な被害を受ける[4]:頁300-303。
- 1959年8月7日 - 八七水災（中国語版）で甚大な被害を受け、完全復旧には17日間を要した[4]:頁304-306。
- 1979年7月1日 - 台中線の電化に伴い、縦貫線全線電化完了[5]:349。
- 1988年 - 豊原以南が複線化[4]:頁297-299。
- 1996年 - 三義以北が複線化[4]:頁297-299。
- 1998年9月24日 - 三義と后里を結ぶ複線の新ルートが開通し、全線複線化が実現する[4]:頁297-299。旧ルートは旧山線としてその後保存、再活用が模索された。
- 1999年9月21日 - 台湾大地震により三義トンネルなどが甚大な被害を受け、復旧には10月8日まで18日間を要した[4]:頁307。
- 2016年
  - 9月10日 - 豊富駅が北勢渓の北側、高鉄苗栗駅横に移転[6]。
  - 10月16日 - 豊原駅 - 大慶駅間を高架に切り替え、一連の高架化工事が完了した[7]。
- 2018年10月28日 - 栗林・頭家厝・松竹・精武・五権駅開業[8]。

## 運行形態
- 区間車
  - 苗栗市、台中市、彰化市を中心に往復。また、北部の区間車は苗栗発着が多く、中部の区間車は后里発着が多いため、苗栗と后里を結ぶ区間列車は1時間の基隆-嘉義の列車のみとなるのが基本である。
  - 1日26本は成追線に乗り入れ台中線から海岸線に直通運行。通霄-豊原の運行が主体である。
- 西部幹線対号列車
  - 以前は高雄・屏東発着だったが、現在は潮州・ - 七堵・基隆間を運行。
  - 一部列車は瑞芳駅、花蓮駅や台東駅まで運行。
  - 1999年9月21日の地震では、山線が閉鎖され、山線のすべての列車が海線に迂回した。北行きの自強号は、まず台中駅に行って乗客を拾い、その後、成追線に引き返して海線経由で運行を続けた。この自強号は海線での営業停車駅は無かったが、莒光号と復興号は海線の後龍、大甲、沙鹿の3駅で客扱いを行った。
  - 2008年5月15日以降、復興号は定期列車で山線を走ることはなくなったが、2011年には春節と国慶節に山線で臨時列車が運行され、2015年には台湾ランタンフェスティバルの昼間に松山から新烏日まで復興号が臨時運行されるなど、山線でも臨時列車が随時運行されていた。
  - 2016年10月20日から2019年6月18日までの間、台中鉄道の豊原から大慶までの高架化工事完了に伴い、莒光号の定期列車(観光列車除く)は山線を走ることがなくなった。しかし、2019年6月19日、莒光号は再び山線を走るようにダイヤが変更された。
  - 同時に太魯閣号はドアのペダルと高架駅のホームの隙間でペダルが破損する可能性があるため、高架化後は海線経由に変更されて当路線を経由しなくなった。
  - 主要停車駅は苗栗、豊原、台中。后里、潭子にも適宜停車する。

## 使用車両
- 自強号 (特急)
  - プッシュプル式
    - E1000（プッシュプル式）

  - 電車
    - TEMU2000（普悠瑪号）
    - TEMU1000（太魯閣号）
    - EMU300
    - EMU1200
- 気動車
  - DR3100型気動車
- 莒光号
  - 頭等客車/二等客車（平快を除く）
- 区間車/区間快車
  - EMU500
  - EMU600
  - EMU700
  - EMU800

### 過去の使用車両
- 自強号
  - 電車
    - EMU100型
    - EMU1200型
    - EMU200型
    - EMU300型

  - 気動車 
    - DR2900型気動車
    - DR3000型気動車
- 復興号 区間車/区間快車
  - EMU400
- 普快車

## 駅一覧
- ※の駅は廃駅。
- 背景色が■である部分は現在施設が未完成もしくは供用されていないことを示す。
- 営業キロは基隆駅を起点に計算。

| 駅名            | 駅名           | 駅間 キロ | 竹南 累計 キロ | 基隆 累計 キロ | 等級 | 接続路線・備考                                                          | 所在地 | 所在地 |
| 日本語          | 繁体字 中国語  | 駅間 キロ | 竹南 累計 キロ | 基隆 累計 キロ | 等級 | 接続路線・備考                                                          | 所在地 | 所在地 |
| --------------- | -------------- | --------- | -------------- | -------------- | ---- | ----------------------------------------------------------------------- | ------ | ------ |
| 竹南駅          | 竹南車站       | 0.0       | 0.0            | 125.4          | 一等 | 台湾鉄路管理局：■縦貫線(北段)・海岸線                                   | 苗栗県 | 竹南鎮 |
| ※尖山駅         | 尖山車站       |           | 2.9            | 128.3          | 廃止 |                                                                         | 苗栗県 | 竹南鎮 |
| 造橋駅          | 造橋車站       | 5.3       | 5.3            | 130.7          | 招呼 |                                                                         | 苗栗県 | 造橋郷 |
| ※134信号場      | 134公里號誌站  |           | 8.6            | 134.0          | 廃止 |                                                                         | 苗栗県 | 造橋郷 |
| 豊富駅          | 豐富車站       | 5.8       | 11.2           | 136.6          | 招呼 | 台湾高速鉄路公司：■台湾高速鉄道（苗栗駅）                               | 苗栗県 | 後龍鎮 |
| 苗栗駅          | 苗栗車站       | 4.0       | 15.2           | 140.6          | 一等 |                                                                         | 苗栗県 | 苗栗市 |
| 南勢駅          | 南勢車站       | 6.7       | 21.8           | 147.2          | 招呼 |                                                                         | 苗栗県 | 苗栗市 |
| 銅鑼駅          | 銅鑼車站       | 4.1       | 26.0           | 151.4          | 三等 |                                                                         | 苗栗県 | 銅鑼郷 |
| 三義駅          | 三義車站       | 7.5       | 33.5           | 158.8          | 三等 |                                                                         | 苗栗県 | 三義郷 |
| 泰安駅          | 泰安車站       | 10.9      | 44.3           | 169.7          | 簡易 |                                                                         | 台中市 | 后里区 |
| 后里駅          | 后里車站       | 2.6       | 46.9           | 172.3          | 三等 |                                                                         | 台中市 | 后里区 |
| ※豊原北信号場   | 豐原北號誌站   |           | 57.4           | 182.8          | 廃止 |                                                                         | 台中市 | 豊原区 |
| 豊原駅          | 豐原車站       | 6.7       | 53.7           | 179.1          | 一等 |                                                                         | 台中市 | 豊原区 |
| 栗林駅          | 栗林車站       | 2.5       | 56.2           | 181.6          | 簡易 |                                                                         | 台中市 | 潭子区 |
| 潭子駅          | 潭子車站       | 2.5       | 58.7           | 184.1          | 三等 |                                                                         | 台中市 | 潭子区 |
| 頭家厝駅        | 頭家厝車站     | 1.9       | 60.6           | 186.0          | 簡易 |                                                                         | 台中市 | 潭子区 |
| 松竹駅          | 松竹車站       | 1.7       | 62.3           | 187.7          | 簡易 | 台中捷運：■緑線                                                         | 台中市 | 北屯区 |
| 太原駅          | 太原車站       | 1.5       | 63.8           | 189.2          | 簡易 |                                                                         | 台中市 | 北屯区 |
| 精武駅          | 精武車站       | 2.0       | 65.8           | 191.2          | 簡易 |                                                                         | 台中市 | 東区   |
| 台中駅          | 臺中車站       | 2.1       | 67.9           | 193.3          | 特等 | 台中捷運：■藍線（計画中）・■橘線（計画中）                              | 台中市 | 中区   |
| ※老松町駅       | 老松町車站     |           | 69.2           | 194.6          | 廃止 |                                                                         | 台中市 | 南区   |
| 五権駅          | 五權車站       | 2.0       | 69.9           | 195.3          | 簡易 |                                                                         | 台中市 | 南区   |
| 大慶駅          | 大慶車站       | 2.2       | 72.1           | 197.5          | 簡易 | 台中捷運：■緑線                                                         | 台中市 | 南区   |
| 烏日駅          | 烏日車站       | 2.9       | 75.1           | 200.5          | 簡易 |                                                                         | 台中市 | 烏日区 |
| 新烏日駅        | 新烏日車站     | 0.8       | 75.9           | 201.3          | 二等 | 台湾高速鉄路公司：■台湾高速鉄道（台中駅） 台中捷運：■緑線（高鉄台中駅） | 台中市 | 烏日区 |
| ※学田駅         | 學田車站       |           | 76.9           | 202.3          | 廃止 |                                                                         | 台中市 | 烏日区 |
| ※遊園地前駅     | 遊園地前車站   |           | 77.4           | 202.8          | 廃止 |                                                                         | 台中市 | 烏日区 |
| 成功駅          | 成功車站       | 2.7       | 78.4           | 203.8          | 三等 | 台湾鉄路管理局：■成追線 台中捷運：■緑線（計画中）                       | 台中市 | 烏日区 |
| ※大肚渓北信号場 | 大肚溪北號誌站 |           | 79.8           | 205.5          | 廃止 |                                                                         | 台中市 | 大肚区 |
| 大肚渓南信号場  | 大肚溪南號誌站 | 1.9       | 80.5           | 205.9          | 號誌 | 台中線と海岸線との実際の分岐点                                          | 彰化県 | 彰化市 |
| 金馬駅          | 金馬車站       |           |                |                |      | 台湾鉄路管理局：■海岸線 台中捷運：■緑線（計画中）                       | 彰化県 | 彰化市 |
| 彰化駅          | 彰化車站       | 5.0       | 85.5           | 210.9          | 一等 | 台湾鉄路管理局：■海岸線・縦貫線 (南段)                                  | 彰化県 | 彰化市 |